# 트래비스 스콧
자크 웹스터(Jacques Webster, 1991년 4월 30일 ~ )는 흔히 트래비스 스캇(Travis Scott, 흔히 Travi$ Scott이라고 씀)으로 불리는 미국의 힙합 가수이다. 카니예 웨스트, T.I. 등과 작업한 적이 있으며, 대표곡으로는 Antidote, 3500, Goosebumps 등이 있다. 주로 트랩 비트를 기반한 노래를 하고, 오토튠을 잘 활용한다.

## 음반 목록

### 정규 앨범
- Rodeo (2015)
- Birds in the Trao Sing Mcknight (2016)
- ASTRO WORLD (2018)
- UTOPIA (2023)

### 믹스테이프
- Owl Pharaoh (2013)
- Days Before Rodeo (2014)

## 같이 보기
- 아스트로월드 페스티벌 압사 사고
- 트랩 음악